# Aristoxen de Tarant
Aristoxen (grec antic: Ἀριστόξενος; Tarant, segle iv aC) va ser un filòsof peripatètic grec i un important teòric de la música. La seva obra Elements d'harmonia és la font principal sobre el coneixement actual de la música de l'antiga Grècia.
En els seus anys d'infantesa estudià música seguint la tradició familiar. Va ser instruït pel seu pare, Espíntar, un filòsof i músic alumne de Sòcrates, i posteriorment estudià teoria de la música amb Lampre d'Atenes i Xenòfil, el filòsof pitagòric, i finalment fou deixeble d'Aristòtil. Sembla que va tenir una gran decepció quan, a la mort d'Aristòtil, va ser Teofrast, i no ell, qui va esdevenir cap de l'escola peripatètica.
Va escriure unes 453 obres en l'estil d'Aristòtil, sobre temes de filosofia, ètica i música, i també biografies de Plató i Pitàgores. La tendència empírica del seu pensament queda recollida en la teoria que l'ànima es relaciona amb el cos de manera similar a l'harmonia que regeix les parts d'un instrument musical. No tenim cap prova pel que fa al mètode pel qual va arribar a formular aquesta teoria.
Aristoxen sostenia que les notes de l'escala musical no s'han d'afinar seguint raonaments matemàtics, que era el que afirmaven els pitagòrics, sinó pel que ens diu el sentit de l'oïda. Les úniques obres d'Aristoxen que s'han conservat són tres llibres dels Elements d'harmonia, un tractat musical incomplet i un fragment de cinc columnes que formen part d'un tractat sobre el ritme.